# Obra Cultural de l'Alguer
Obra Cultural de l'Alguer (abreujat OCA) és una entitat creada el 1985 a l'Alguer que té com a finalitat fonamental promocionar la cultura algueresa i sobretot la peculiaritat lingüística del català.
Promou la funció cultural de la col·lectivitat catalana de l'Alguer, dins un quadre de programació sòcio-político-econòmica, a l'esfera mediterrània en general, privilegiant les relacions entre les nacionalitats emergents i en particular les relacions entre l'Alguer i la resta de Països Catalans. La Generalitat de Catalunya considera l'OCA com una entitat que «des de la societat civil i amb el pas del temps, s'ha convertit en defensora del passat, del present i del futur de la cultura, la llengua i la identitat catalanes» junts amb Òmnium Cultural, l'Ateneu Barcelonès, Acció Cultural del País Valencià (ACPV), l'Obra Cultural Balear (OCB), el Centre de Cultura Catalana d'Andorra.

## Activitats
L'OCA organitza convenis i debats, com per exemple la Diada de la cultura, encontres amb autors de llibres; organitza cada dos anys el Premi Josep Sanna per a tesis de làurea i obres inèdites sobre el seu territori, la història, la llengua i tot allò que és la cultura algueresa, en col·laboració amb l'Escola d'Alguerès Pascual Scanu. També organitza cada any el premi de poesia i prosa Rafael Sari, el Premi «Una cançó per a l'Alguer» i el Premi fotogràfic «L'Alguer, la gent, el territori».
Des del 1988 ha promocionat la Biblioteca Catalana de l'Alguer, que rep suport del govern regional de Sardenya i algunes donacions de la Generalitat de Catalunya i que té més de 10.000 volums. Edita publicacions en català, col·labora amb periòdics i amb altres organismes de formació i instituts de recerca, Universitats i altres associacions culturals, organitza representacions amb el Grup Teatral El Teló, espectacles musicals de cançons, i líriques alguereses. Té cura del servei d'assistència i traducció a les escoles de l'Alguer i als estudiants universitaris i disposa del servei lingüístic de traducció per a tots els algueresos.